# Nikias Arndt
Nikias Arndt (Buchholz in der Nordheide, 18 de noviembre de 1991) es un ciclista profesional alemán que desde 2023 corre para el equipo Team Bahrain Victorious de categoría UCI WorldTeam.

## Palmarés
2010
- 1 etapa del Cinturón a Mallorca
- 1 etapa del Tour de Thüringe
- Tour de Alanya, más 1 etapa

2011
- 1 etapa del Tour de Thüringe
- 1 etapa del Tour del Porvenir

2012
- 1 etapa del Istrian Spring Trophy
- Tour de Berlín, más 2 etapas
- 1 etapa del Tour de Thüringe

2013
- 1 etapa de la Arctic Race de Noruega

2014
- 1 etapa del Critérium del Dauphiné
- 2.º en el Campeonato de Alemania Contrarreloj

2015
- 2.º en el Campeonato de Alemania Contrarreloj
- 2.º en el Campeonato de Alemania en Ruta
- 1 etapa del Tour de Alberta

2016
- 1 etapa del Giro de Italia[1]

2017
- Cadel Evans Great Ocean Road Race

2018
- 3.º en el Campeonato de Alemania Contrarreloj

2019
- 1 etapa de la Vuelta a España[2]

2021
- 1 etapa del Tour de Polonia

2022
- 2.º en el Campeonato de Alemania en Ruta

## Resultados en Grandes Vueltas y Campeonatos del Mundo
Durante su carrera deportiva ha conseguido los siguientes puestos en las Grandes Vueltas y en los Campeonatos del Mundo en carretera:
| Carrera              | Carrera              | 2010 | 2011 | 2012 | 2013  | 2014  | 2015  | 2016  | 2017 | 2018 | 2019  | 2020  | 2021 | 2022 | 2023  | 2024  |
| -------------------- | -------------------- | ---- | ---- | ---- | ----- | ----- | ----- | ----- | ---- | ---- | ----- | ----- | ---- | ---- | ----- | ----- |
|                      | Giro de Italia       | —    | —    | —    | —     | —     | 148.º | 87.º  | —    | —    | —     | —     | 62.º | —    | —     | —     |
|                      | Tour de Francia      | —    | —    | —    | —     | —     | —     | —     | 84.º | 67.º | 116.º | 126.º | —    | —    | 121.º | 111.º |
|                      | Vuelta a España      | —    | —    | —    | 136.º | 102.º | —     | 159.º | —    | —    | 69.º  | —     | —    | Ab.  | —     | —     |
| Mundial en Ruta      | Mundial en Ruta      | —    | —    | —    | —     | —     | —     | —     | 40.º | —    | Ab.   | —     | 67.º | 52.º | —     | —     |
| Mundial Contrarreloj | Mundial Contrarreloj | —    | —    | —    | —     | 22.º  | 52.º  | —     | 19.º | —    | —     | —     | —    | 16.º | —     | —     |

—: no participa

Ab.: abandono

## Equipos
- LKT Team Brandenburg (2010-2012)
- Argos/Giant/Sunweb/DSM (2013-2022)
  - Team Argos-Shimano (2013)
  - Team Giant-Shimano (2014)
  - Team Giant-Alpecin (2015-2016)
  - Team Sunweb (2017-2020)
  - Team DSM (2021-2022)
- Team Bahrain Victorious (2023-)